# Cyclops
Cyclops är en superhjälte och en av originalmedlemmarna, ofta ledaren, i superhjältegruppen X-Men, skapad av företaget Marvel. Hans riktiga namn är Scott Summers, han är helbror till Alexander Summers (Havok) och son till Corsair från StarJammers som endast dykt upp då och då i den svenska utgivningen av Marvels serier. Han blev intresserad av Jean Grey, en annan av gruppens medlemmar första gången han mötte henne och de gifte sig, efter många förveckligar, med varandra. Efter Jeans död blev Scott istället ihop med Emma Frost.
Cyclops skjuter från ögonen rubinröda strålar som han inte kan kontrollera utan sitt specialbyggda visir.

## Filmografi
- X-Men (2000), spelad av James Marsden
- X2: X-Men United (2003), spelad av James Marsden
- X-Men: The Last Stand (2006), spelad av James Marsden
- X-Men Origins: Wolverine (2009) spelad av Tim Pocock
- X-Men: Days of Future Past (2014), spelad av James Marsden
- X-Men: Apocalypse (2016), spelad av Tye Sheridan
- Deadpool 2 (2018), spelad av Tye Sheridan (cameo)
- X-Men: Dark Phoenix (2019), spelad av Tye Sheridan